# قلعه دختر آسیاب
بقایای قلعه دختر آسیاب مربوط به قرن ۷ تا ۱۰ ه.ق است و در شهرستان بیرجند، بخش مرکزی، دهستان القورات، ۱/۵ کیلومتری شمال غرب روستای چشمه مولید واقع شده و این اثر در تاریخ ۸ بهمن ۱۳۸۵ با شمارهٔ ثبت ۱۷۰۴۹ به عنوان یکی از آثار ملی ایران به ثبت رسیده است.